# Тютюнники (Винницкий район)
Тютюнники (укр. Тютюнники) — село в Винницком районе Винницкой области Украины.
Код КОАТУУ — 0520684009. Население по переписи 2001 года составляет 283 человека. Почтовый индекс — 23213. Телефонный код — 432.
Занимает площадь 1,4 км².

## Адрес местного совета
23213, Винницкая область, Винницкий р-н, с. Мизяковские Хутора, ул. Пушкина, 8